# Europaudvalget
Europaudvalget er et af de stående udvalg i Folketinget, som tager sig af sager, der har med EU at gøre.
Udvalget er særligt, idet en minister forud for forhandlinger i Ministerrådet skal have et mandat med fra Europaudvalget, der således kontrollerer regeringens EU-politik. Udvalget er grundet mandatgivningen med til at afgøre retningen for Danmarks EU-medlemskab. Den minister, der er relevant i den enkelte sag, skal forelægge et forhandlingsoplæg hos Europaudvalget, inden vedkommende kan træffe afgørelse af større rækkevidde i Ministerrådet.
Udenrigsministeriet er Europaudvalgets ressortministerium. Udenrigsministeriet sørger for at koordinere regeringens europapolitik og holde kontakten til udvalget. Det er dagsordenen for Ministerrådet, der styrer dagsordenen for Europaudvalget. Det er kutyme, at det største oppositionsparti har formandsposten i Europaudvalget.
Europaudvalgets historie går tilbage til Markedsforhandlingsudvalget, der blev nedsat i 1961 i forbindelse med Danmarks arbejde for at blive en del af EF. Da Danmark blev medlem i 1973 blev det til Markedsudvalget og i 1994 skiftede det navn til Europaudvalget. Markedsudvalget var et passende navn til udvalget i de første år af EF-medlemskabet, idet samarbejdet primært havde med samhandel og økonomi at gøre. Da Maastrichttraktaten trådte i kraft og EU var en realitet, var det ikke længere et dækkende navn.

## Formænd
Nedenstående er en ufuldstændig liste over formænd for Europaudvalget:
| Periode     | Parti               | Navn              |
| ----------- | ------------------- | ----------------- |
| 2000-?      | Claus Larsen-Jensen | Socialdemokratiet |
| 2005-2007   | Elisabeth Arnold    | Radikale Venstre  |
| 2011-2015   | Eva Kjer Hansen     | Venstre           |
| 2015 - 2016 | Mette Gjerskov      | Socialdemokratiet |
| 2016 - 2019 | Erik Christensen    | Socialdemokratiet |
| 2019 - nu   | Eva Kjer Hansen     | Venstre           |